# La Barthe-de-Neste
 La Barthe-de-Neste  (en occitano La Barta) es una población y comuna francesa, situada en la región de Mediodía-Pirineos, departamento de Altos Pirineos, en el distrito de Bagnères-de-Bigorre. Es el chef-lieu del cantón de su nombre.

## Demografía
| 420                       | 358 | 448 | 592 | 732 | 770 | 777 | 784 | 825 | 810 | 800 | 812 | 800 | 856 | 921 | 799 | 695 | 679 | 568 | 554 | 545 | 515 | 556 | 598 | 620 | 716 | 784 | 1 016 | 1 336 | 1 364 | 1 137 | 1 086 | 1 056 | 1 155 | 1 162 |
| (Fuente: INSEE y Cassini) |     |     |     |     |     |     |     |     |     |     |     |     |     |     |     |     |     |     |     |     |     |     |     |     |     |     |       |       |       |       |       |       |       |       |